# Траханиотово

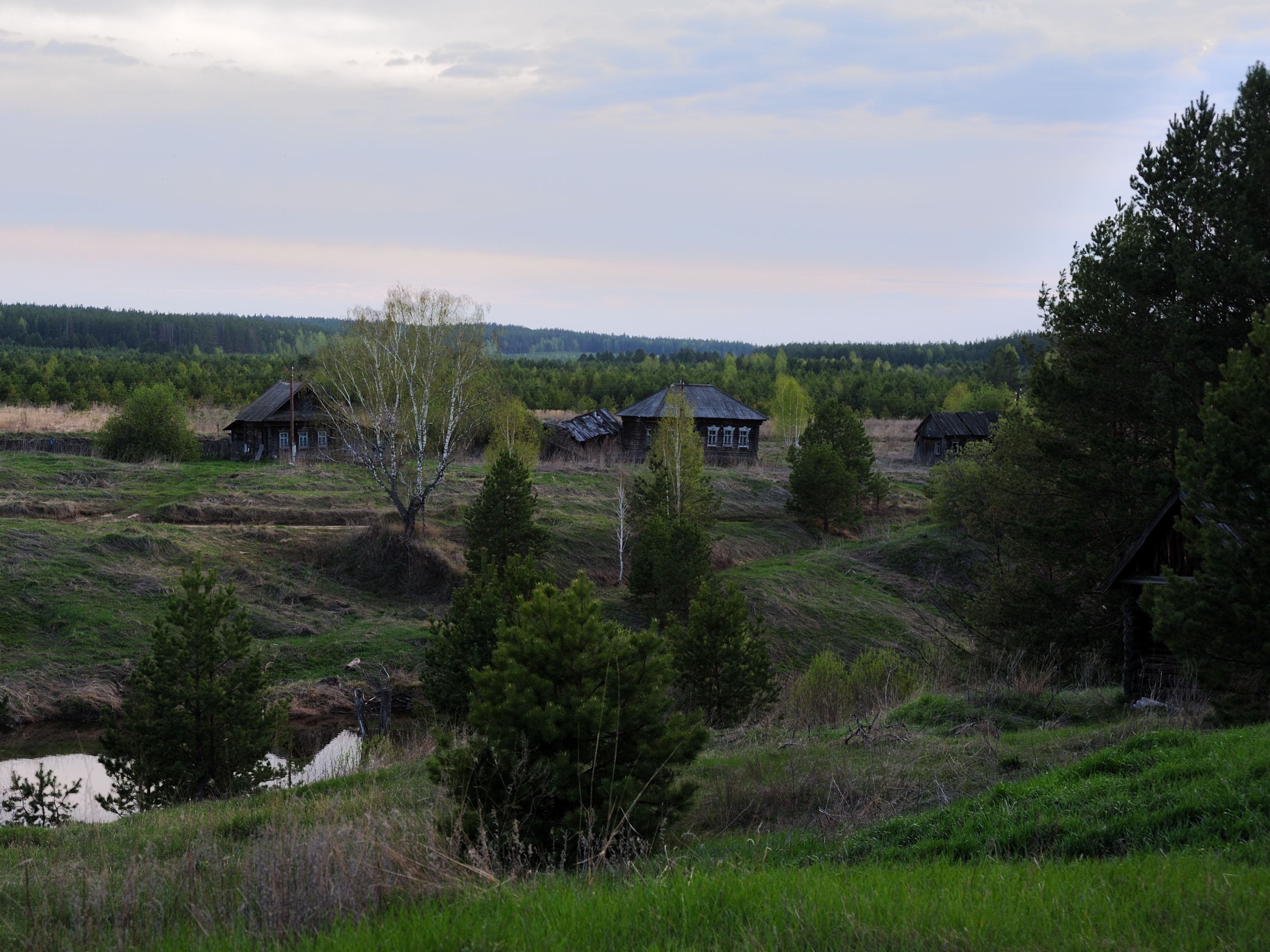
Траханионтово

Траханиотово — село в Кузнецком районе Пензенской области. Входит в состав Посёльского сельсовета.

## География
Село расположено в восточной части Пензенской области, на расстоянии примерно 15 км (по прямой) к северу от города Кузнецк, административного центра района.
Часовой пояс
Село Траханиотово как и вся Пензенская область, находится в часовой зоне МСК (московское время). Смещение применяемого времени относительно UTC составляет +3:00.

## Население
| 1795 | 1859  | 1877  | 1897  | 1911  | 1926  | 1930  |
| ---- | ----- | ----- | ----- | ----- | ----- | ----- |
| 1103 | ↗1175 | ↘1151 | ↘1011 | ↗1174 | ↘1164 | ↗1383 |
| 1939 | 1959  | 1979  | 1989  | 1996  | 2002  | 2010  |
| ↘999 | ↘531  | ↘281  | ↘125  | ↘105  | ↘90   | ↘48   |

Национальный состав
Согласно результатам переписи 2002 года, в национальной структуре населения русские составляли 92 % из 90 чел.